# Cássio José de Abreu Oliveira
Cássio José de Abreu Oliveira (Rio de Janeiro, 8 de janeiro de 1980) é um ex-futebolista brasileiro, lateral do Flamengo, Internacional e Santa Cruz. Pendurou as chuteiras em 2014, quando defendia o Adelaide United, da Austrália.
Em 2011, foi eleito pela renomada revisa "FourFourTwo" como o melhor jogador brasileiro da história do futebol australiano, a frente de jogadores consagrados como Juninho Paulista e Romário.

## Carreira

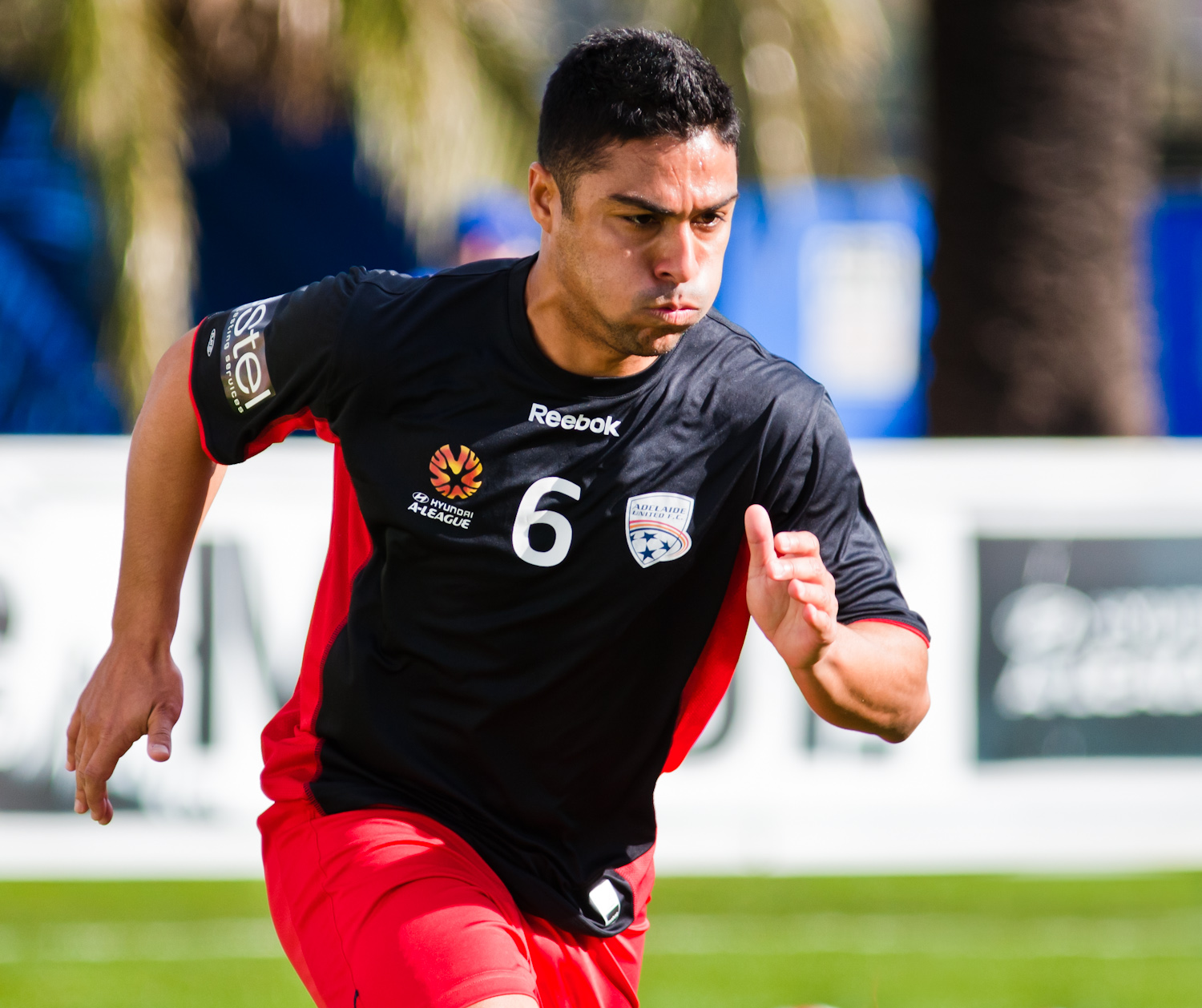
Cássio pelo Adelaide.

Nas divisões de base, Cássio teve passagens pelo Grêmio e Flamengo, tendo se profissionalizado por este último clube. Estreou no time profissional do Flamengo no empate em 2 a 2 contra o Botafogo no Torneio Rio-São Paulo de 2000.
Ocupando a vaga deixada por Athirson, Cássio atuou no Flamengo, entre 2000 e 2002, tendo participado das conquistas de dois Estaduais e da Copa dos Campeões Brasileiros. Ele foi fundamental na conquista do tricampeonato estadual em 2001, com um "gol espírita” na decisão por pênaltis da Taça Guanabara de 2001, contra o arqui-rival Fluminense (o goleiro Murilo chegou a espalmar a cobrança de Cassio, mas a bola bateu no chão e entrou). Também foi fundamental na Final do Estadual, sofrendo o pênalti que originou o primeiro gol da vitória por 3 a 1 sobre o Vasco, marcado por Edílson.
| “ | "O gol de pênalti foi muito especial para mim, já que ficou marcado para o Flamengo e na minha carreira." | ” |

Ainda em 2001, perdeu sua cobrança de pênalti na decisão da Copa Mercosul de 2001, que acabou selando a derrota rubro-negra na final do torneio.
Em 2002, ainda no ínicio da temporada, foi emprestado ao Internacional por um ano. No clube gaúcho conquistou o Campeonato Estadual e foi o autor do milésimo gol do colorado em Campeonatos Brasileiros. Contudo, no decorrer da temporada, acabou se transferindo para o México, aonde foi jogar no Atlas.
Retornou ao Flamengo, em 2003, mas ao final daquele ano, ironicamente, acabou sendo substituído por Athirson, que estava de volta à Gávea.
Consciente de que dificilmente venceria a disputa com Athirson pela vaga de titular, Cássio aceitou sair do rubro-negro carioca, sendo emprestado ao Atlas do México.
| “ | "Eu passei momentos maravilhosos no Flamengo. Os maiores títulos da minha carreira são pelo Flamengo. Tudo na vida é aprendizado. Eu creio que minha passagem por lá foi muito proveitosa, foi muito boa. Poderia ter ficado mais tempo, mas eu era muito jovem, queria jogar de titular, ganhar dinheiro, essas coisas. Quando se é jovem, não se segura um pouco o ímpeto. Na época, o Athirson era jogador de seleção brasileira, então nem tinha como reclamar de ficar no banco. Mas, como sempre fui jogador titular, desde a base, queria jogar. Quando passei por uma lesão no joelho e voltei, comecei a pensar em sair. Hoje eu vejo que a melhor coisa que eu fiz foi sair, pois, se eu tivesse ficado, minha carreira teria outro rumo." | ” |

Assim, entre 2004 e 2005, Cássio esteve sumido do cenário nacional, atuando por clubes do exterior, como o Olimpia e o New England Revolution. Finalmente, em 2006, voltou a aparecer no cenário nacional, quando disputou o Campeonato Brasileiro pelo Santa Cruz. Sofrendo com contusões seguidas, o jogador viu o time amargar a lanterna do Brasileirão de 2006 e dispensá-lo ainda em Outubro.
No ano seguinte, porém, acertou sua ida para o futebol australiano, quando passou a jogar no Adelaide United, após indicação de Marcos Paquetá. Por lá, fez o gol do título de um torneio de pré-temporada logo no ano de sua estréia, e acabou virando ídolo, tendo sido eleito o melhor jogador do time, na temporada 2007-08. Disputou o Mundial Interclubes de 2008, ficando na quinta posição e, mais tarde, eliminou o Bunyodkor então comandado por Zico na Liga dos Campeões Ásia.
Em 2011, foi eleito pela renomada revisa "FourFourTwo" como "O Melhor jogador brasileiro da história do futebol australiano". Segundo a edição local da revista, Cássio é o melhor brasileiro por "tempo de serviço, consistência e qualidade".
A pedido do técnico da seleção Australiana, o alemão Holger Osieck, Cássio se naturalizou cidadão australiano para poder defender a seleção do país. Assim, em 7 de setembro de 2012, ele recebeu a cidadania australiana.
Encerrou a carreira em janeiro de 2015, após sete anos de futebol australiano.

## Títulos
Flamengo
- Campeonato Carioca: 2000, 2001
- Taça Guanabara: 2001
- Troféu São Sebastião do Rio de Janeiro: 2000
- Taça Rio: 2000
- Copa dos Campeões: 2001

Internacional
- Campeonato Gaúcho: 2002

Brasiliense
- Campeonato Brasiliense: 2005

Ceará
- Campeonato Cearense: 2006

Adelaide
- Liga dos Campeões da AFC: Vice-campeão 2008
- A-League: Vice-campeão 2008/2009

### Conquistas Individuais e Honrarias
- 2011 - Melhor jogador brasileiro da história do futebol australiano - Revista "FourFourTwo"[2]